# トム・ホッパー
トーマス・エドワード・ホッパー（Thomas Edward Hopper、1985年1月28日 - ）は、イギリスの俳優。
『魔術師 MERLIN』のパーシヴァル卿役や『Black Sails/ブラック・セイルズ』のビリー・ボーンズ役、『ゲーム・オブ・スローンズ』のディコン・ターリー役、『アンブレラ・アカデミー』のルーサー・ハーグリーブズ役などを演じている。

## 生い立ち
1985年1月28日、レスターシャー州コールヴィルに生まれた。ニューブリッジ高校とアシュビースクールに通い、そこで初めて演技に興味を持つようになる。演劇クラスに入学し、ミュージカル『禁断の惑星への帰還』の制作に参加した。その後、ローズ・ブラッフォード・カレッジで演技を学んだ。

## キャリア
ホッパーはワトフォード・パレス・シアターで行われた喜劇『お気に召すまま』に出演し、その後、『Saxon』や『カジュアルティ』、『Kingdom』、『Doctors』など様々なテレビドラマや映画に出演している。ホッパーは、いじめられっ子のティーンエイジャーがクラスメートに復讐するために死から蘇るコメディホラー映画『Tormented』（2009年5月公開）でマーカス役を演じた。
2010年、『ドクター・フー』のエピソードに出演した。BBCのシリーズ『魔術師 MERLIN』でパーシヴァル卿を演じた。2010年の第3シーズンからシリーズに参加し、その後、2シーズンのレギュラーを務めた。『魔術師 MERLIN』が2012年に終了した後、2012年に『Good Cop』に出演した。2013年、ホッパーは『魔術師 MERLIN』での共演者であるオーエン・マッケンが監督と脚本を務めた『Cold』に出演した。この映画は後に『Leopard』という題名で米国でも公開された。2014年、ホッパーは『ノース・ウォリアーズ 魔境の戦い』にアスビョルン役で出演した。
ホッパーは、Starzのドラマシリーズ『Black Sails/ブラック・セイルズ』に出演し、ビリー・ボーンズを演じた。この海賊ドラマはロバート・ルイス・スティーヴンソンの『宝島』の前日譚を描いている。ホッパーは、『Black Sails/ブラック・セイルズ』と『宝島』の間における時間の経過でキャラクターが劇的に変化しているだろうと考え、ボーンズを「自らのために動くことなく、乗組員の面倒見がよい」人物として意図的に演じることを選んだ。番組は南アフリカでロケが行われた。
2016年、ホッパーはアクションスリラー映画『Kill Ratio』と歴史ドキュメンタリードラマ『バーバリアンズ・ライジング ～ローマ帝国に反逆した戦士たち～』のエピソードに出演した。翌年、HBOのシリーズ『ゲーム・オブ・スローンズ』のシーズン7に、シーズン6でディコン・ターリーを演じていたフレディー・ストローマに代わってディコン役で出演している。2018年、ホッパーは『アイ・フィール・プリティ! 人生最高のハプニング』でエイミー・シューマーと共演した。2019年、ホッパーは『アンブレラ・アカデミー』にルーサー・ハーグリーブズ役で出演した。役作りでホッパーは原作通りの外見に近付けるためにマッスルスーツを着たり、マーシャルアーツのトレーニングを受けた。
2019年3月、アクション映画『ヒットマンズ・ワイフズ・ボディガード』のキャストに名を連ね、2020年には映画『SAS: 反逆のブラックスワン』に出演した。
2021年時点では、Netflixの映画『Love in the Villa』に出演することが決まっている。

## 私生活
ホッパーは2014年に女優のローラ・ヒギンズと結婚した。二人の間には息子と娘がいる。

## フィルモグラフィ

### 映画
| 年   | 題名                                                                                    | 役名                     | 備考                  | Ref.  |
| ---- | --------------------------------------------------------------------------------------- | ------------------------ | --------------------- | ----- |
| 2007 | Saxon                                                                                   | Fishmonger               |                       |       |
| 2009 | Tormented                                                                               | Marcus                   | [ 22 ]                |       |
| 2013 | Cold                                                                                    | Tom                      | Also known as Leopard | [ 8 ] |
| 2014 | ノース・ウォリアーズ 魔境の戦い Northmen: A Viking Saga                                 | アスビョルン             | 日本劇場未公開        |       |
| 2016 | Kill Ratio                                                                              | James Henderson          |                       |       |
| 2018 | アイ・フィール・プリティ! 人生最高のハプニング I Feel Pretty                            | グラント・ルクレア       |                       |       |
| 2019 | ターミネーター:ニュー・フェイト Terminator: Dark Fate                                   | William Hardell          |                       |       |
| 2021 | SAS: 反逆のブラックスワン SAS: Red Notice                                               | デクラン・スミス         |                       |       |
| 2021 | ヒットマンズ・ワイフズ・ボディガード Hitman's Wife's Bodyguard                          | マグヌソン               |                       |       |
| 2021 | バイオハザード: ウェルカム・トゥ・ラクーンシティ Resident Evil: Welcome to Raccoon City | アルバート・ウェスカー   |                       |       |
| 2022 | ヴィラで始まる恋 Love in the Villa                                                      | チャーリー・フレッチャー |                       |       |

### テレビシリーズ
| 年        | 題名                                                                          | 役名                            | 備考                                                           |
| --------- | ----------------------------------------------------------------------------- | ------------------------------- | -------------------------------------------------------------- |
| 2007      | カジュアルティ Casualty                                                       | Hugh "Chewy" Mullen             | Episode: "Stitch"                                              |
| 2008      | Doctors                                                                       | Josh Mullen                     | Episode: "Don't Try This at Home"                              |
| 2008      | Kingdom                                                                       | Soldier                         | 1 episode                                                      |
| 2010      | ドクター・フー Doctor Who                                                     | Jeff                            | Episode: "The Eleventh Hour"                                   |
| 2010-2012 | 魔術師 MERLIN Merlin                                                          | Sir Percival                    | Guest role (series 3); recurring role (series 4–5)             |
| 2012      | Good Cop                                                                      | Andy Stockwell                  | 計2エピソード                                                  |
| 2014-2017 | Black Sails/ブラック・セイルズ Black Sails                                    | William "Billy Bones" Manderly  | Main role                                                      |
| 2016      | バーバリアンズ・ライジング ～ローマ帝国に反逆した戦士たち～ Barbarians Rising | Arminius                        | Episode: "Rebellion"                                           |
| 2017      | ゲーム・オブ・スローンズ Game of Thrones                                      | ディコン・ターリー              | 計4エピソード                                                  |
| 2019-2024 | アンブレラ・アカデミー The Umbrella Academy                                   | ルーサー・ハーグリーブズ        | Main role                                                      |
| 2020      | Robot Chicken                                                                 | John Rolfe, Solid Snake (voice) | Episode: "Gracie Purgatory in: That's How You Get Hemorrhoids" |